# Mabel Fortune Driscoll
Mabel Helen Fortune Driscoll (3 de novembro de 1888 – 19 de fevereiro de 1968) foi uma passageira do RMS Titanic que sobreviveu ao naufrágio.

## Biografia
Mabel Helen Fortune nasceu em 3 de novembro de 1888, em Winnipeg, Canadá, filha de Mark Fortune, um rico especulador imobiliário e vereador, e Mary McDougald.
Aos 23 anos, Fortune se apaixonou por um músico de jazz, Harrison Archer Driscoll. A família decidiu passar longas férias na Europa esperando que sua filha esquecesse o homem.
Toda a família, menos um filho e uma filha, embarcaram no Titanic em Southampton como passageiros de primeira classe. Seu pai e irmão morreram no naufrágio, Mabel, suas irmãs, Alice Elizabeth e Ethel Flora, e sua mãe foram resgatadas.
Em 1913, Mabel Fortune se casou com Harrison Driscoll e tiveram um filho, Robert Fortune Driscoll (1914–1990).